# Halové mistrovství Evropy v atletice 2009 – běh na 60 metrů žen
Běh na 60 metrů žen na halovém mistrovství Evropy v atletice 2009 se konalo v italském Turíně ve dnech 6. března až 8. března 2009; dějištěm soutěže byla hala Oval Lingotto. Ve finálovém běhu zvítězila reprezentantka Ruska Jevgenija Poljakovová.
| Umístění         | Sportovec               | Čas     |
| ---------------- | ----------------------- | ------- |
| Zlatá medaile    | Jevgenija Poljakovová   | 7,18    |
| Stříbrná medaile | Ezinne Okparaebová      | 7,21 NR |
| Bronzová medaile | Verena Sailerová        | 7,22    |
| 4.               | Anna Geflichová         | 7,25    |
| 5.               | Lena Berntssonová       | 7,26 SB |
| 6.               | Anita Pistoneová        | 7,33    |
| 7.               | Lina Grincikaitė        | 7,38    |
| 8.               | Maria Aurora Salvagnová | 7,43    |